# Lygodactylus howelli
Lygodactylus howelli este o specie de șopârle din genul Lygodactylus, familia Gekkonidae, descrisă de Georges Pasteur și Broadley 1988. Conform Catalogue of Life specia Lygodactylus howelli nu are subspecii cunoscute.